# Das Geheimnis des Hemmaberges
Das Geheimnis des Hemmaberges „Die Ostgoten in Kärnten“ ist ein österreichischer Dokumentar-Film, der 2009 unter der Regie von Malte Olschewski und Ferdinand Macek gedreht wurde. Er spielt im südlich zweisprachigen slowenisch/deutschen Teil von Kärnten (Globasnitz) und basiert auf kulturgeschichtlichen, archäologischen Hintergrund, der maßgeblich die geschichtliche Entwicklung Kärntens beeinflusst hat.

## Handlung
Diese Dokumentation lässt einen bisher dunklen Zeitraum der Kärntner Geschichte in einem neuen Licht erscheinen. Der Film enthüllt das Geheimnis des Hemmaberges, auf dem einst eine gotisch-arianische Kirche gestanden hatte. Der ostgotische König Theoderich hatte 493 nach seinem Sieg über Odoaker die meisten römischen Gebiete übernommen, darunter auch die Region des Binnen-Norikums mit Kärnten im Zentrum. Die wichtige Straßenstation Iuenna, heute Globasnitz, hatte eine gotische Militärbesatzung, die 536 wegen des Krieges gegen Byzanz abgezogen wurde. Die Goten regierten daher nur 43 Jahre über Kärnten.
Bei Bauarbeiten wurde vor einigen Jahren am Ortsrand von Globasnitz das größte ostgotische Gräberfeld Europas entdeckt und freigelegt. Auch die Bestimmung der zweiten Kirche am Gipfel des Hemmaberges ist nun eindeutig geklärt.
Die Dokumentation versucht die Geschichte des ostgotischen Reiches nachzuzeichnen, das 552 in der Schlacht am Mons Lactarius untergegangen ist. Der Spannungsbogen reicht bis in die heutige Zeit, da sich um den Hemmaberg ein lebendiges Brauchtum entwickelt hat.

## Dreharbeiten
Malte Olschewski und Ferdinand Macek drehten diesen Film im Stil einer klassischen Kulturdokumentation im 45 min. TV-Format. Als Historiker, Archäologe und Spezialist für Frühes Christentum im Alpenraum war Professor Franz Glaser vom Landesmuseum Kärnten als Berater beteiligt.

## Kritiken
„Tatsächlich erzählen die österreichischen Regisseure Ferdinand Macek und Malte Olschewski in einem malerischen Portrait die Kulturgeschichte eines zweisprachigen Landstrichs und seiner Menschen in Globasnitz.“

„Mit einem ausgesprochen informativen Text und wunderschönen Bildern, produzierten nach monatelanger Recherchearbeit, die Produzentin Irmtraud Macek, der Regisseur, Autor und Kameramann Ferdinand Macek, mit dem Journalisten, Autor und Historiker  Malte Olschewski, eine 45 minütige Dokumentation zum "Geheimnis des Hemmaberges" einem Thema das beim Publikum hervorragend angekommen ist.“

„Der Hemmaberg im Mittelpunkt einer Filmdoku über die Herrschaft der Ostgoten in Kärnten. Wir wollen filmisch die gotische Periode in Kärnten erhellen erklärt Produzentin Irmtraud Macek.“